# وفاء (إسطنبول)
وفاء (بالتركية: Vefa)‏ حي سكني تقع إدارياً ضمن إسطنبول في تركيا.